# Chełm (gromada)
Chełm – dawna gromada, czyli najmniejsza jednostka podziału terytorialnego Polskiej Rzeczypospolitej Ludowej w latach 1954–1972.
Gromady, z gromadzkimi radami narodowymi (GRN) jako organami władzy najniższego stopnia na wsi, funkcjonowały od reformy reorganizującej administrację wiejską przeprowadzonej jesienią 1954 do momentu ich zniesienia z dniem 1 stycznia 1973, tym samym wypierając organizację gminną w latach 1954–1972.
Gromadę Chełm z siedzibą GRN w Chełmie (w obecnym brzmieniu Chełm Śląski) utworzono – jako jedną z 8759 gromad na obszarze Polski – w powiecie pszczyńskim w woj. stalinogrodzkim, na mocy uchwały nr 21/54 WRN w Stalinogrodzie z dnia 5 października 1954. W skład jednostki weszły obszary dotychczasowych gromad Chełm i Kopciowice (z wyłączeniem kolonii Leśna) ze zniesionej gminy Chełm w tymże powiecie.
13 listopada 1954 (z mocą obowiązująca wstecz od 1 października 1954) gromada weszła w skład nowo utworzonego powiatu tyskiego w tymże województwie, gdzie ustalono dla niej 27 członków gromadzkiej rady narodowej.
20 grudnia 1956 województwo stalinogrodzkie przemianowano (z powrotem) na katowickie.
31 grudnia 1961 do gromady Chełm włączono obszar zniesionej gromady Goławiec w tymże powiecie.
1 lipca 1963 z gromady Chełm wyłączono z obrębu katastralnego Kopciowice (karta mapy 2) parcele nr nr kat. 296/2, 413/1 i 414/1, włączając je do gromady Bieruń Nowy w tymże powiecie.
Gromada przetrwała do końca 1972 roku, czyli do kolejnej reformy gminnej, po czym Chełm (Śląski) utracił na okres 22 lat funkcje administracyjne.
1 stycznia 1973 Chełm Śląski wszedł w skład reaktywowanej gminy Imielin, 27 maja 1975 wraz z nią został włączony do Tychów, a 1 lutego 1977 do Mysłowic. Funkcje administracyjne odzyskał dopiero 30 grudnia 1994, kiedy to reaktywowano gminę Chełm Śląski. W 1999 roku gmina Chełm trafił do powiatu tyskiego w woj. śląskim, a od 2002 należy do powiatu bieruńsko-lędzińskiego tamże.